# (8014) 1990 MF
1990 أم أف (ويعرف أيضًا باسم (8014) 1990 أم أف وفق تسمية الكوكب الصغير) (بالإنجليزية: 1990 MF)‏ هو كويكب ضمن حزام الكويكبات؛ وترتيبه 8014 من حيث الاكتشاف.
اكتُشف هذا الجُرم الفلكي بواسطة اليانور إف. هيلين في 26 يونيو 1990.

## وصلات خارجية
- (8014) 1990 MF في قاعدة بيانات مختبر الدفع النفاث لأجرام النظام الشمسي الصغيرة

- الاكتشاف · مخطط المدار ·  العناصر المدارية · المعلمات المادية

- (8014) 1990 MF على موقع ويكي سكاي: DSS2, SDSS, GALEX, IRAS, Hydrogen α, X-Ray, Astrophoto, Sky Map, Articles and images